# آلفردو زیبچی

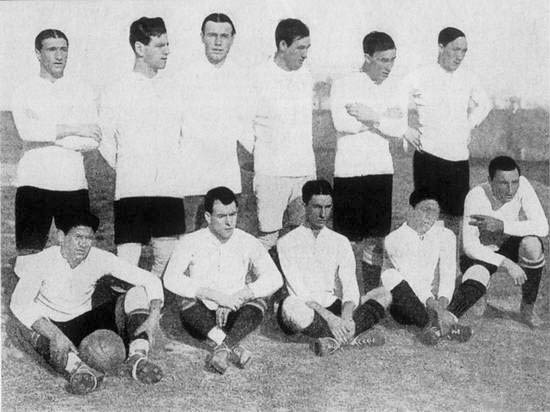
تیم فوتبال اروگوئه در مسابقات کوپا آمه‌ریکا ۱۹۱۶

آلفردو زیبچی (اسپانیایی: Alfredo Zibechi‎; ۳۰ اکتبر ۱۸۹۵ – ۱۹ ژوئن ۱۹۵۸) بازیکن فوتبال اهل اروگوئه بود.
از باشگاه‌هایی که در آن بازی کرده‌است می‌توان به باشگاه فوتبال مونته‌ویدئو واندررز و باشگاه فوتبال ناسیونال اروگوئه اشاره کرد.